# Fiaray
Fiaray est une île du Royaume-Uni située en Écosse dans les Hébrides extérieures.

## Géographie
Sa superficie est de 41 hectares et son point culminant s'élève à 30 mètres de haut.
Elle est utilisée comme lieu de ravitaillement par la Bernache nonnette.